# ベルゲン線
ベルゲン線（ノルウェー語: Bergensbanen）は、ベルゲンとヘネフォス（Hønefoss）を結ぶノルウェーの鉄道路線である。ヘネフォスからドランメンとオスロに至る路線に乗り入れる。路線の長さは496kmに達する。ハルダンゲル高原を横切る地点では標高1,237mに達し、北ヨーロッパの主要な鉄道の中では最も高い地点を走っている路線である。ソグン・オ・フィヨーラネ県アウルランにあるミュルダル駅からフロム線が分岐している。

## 歴史
1883年にベルゲンからヴォスを結ぶ狭軌のヴォス線が建設された。1909年に山岳地帯を越えてオスロに延伸し、全線が標準軌に改軌されて現在のベルゲン線となった。全線が単線であり、1954年から1964年にかけて電化が行われた。1964年のウルリケントンネル開通により新ルートが開通し、ベルゲンからヴォスまでの所要時間が短縮された。

## 運営
ベルゲン線はノルウェー鉄道庁 (Jernbaneverket) によって管理されている。旅客列車はノルウェー鉄道株式会社 (Norges Statsbaner, NSB) 、貨物列車はCargoNetによって運行されている。
2008年夏ダイヤでは、オスロ中央駅とベルゲン駅を結ぶ旅客列車が1日に3～5往復（曜日によって本数は異なる。1往復は夜行列車で寝台車を連結）運転されている。オスロからベルゲンまでの所要時間は、6時間30分～7時間30分程度である。
また、ベルゲン都市圏輸送として、ベルゲン駅と、隣駅のArna駅の間で、終日にわたり約30分間隔の高頻度輸送が行われている（約9km、所要時間約8分）。

## スローテレビ
2009年11月27日に、全線開通100周年記念事業の一つとして、ノルウェー放送協会第二チャンネルにおいて、ベルゲンからオスロへ向かう列車の先頭車両前部に設置したカメラで撮影した約7時間の映像を、放送し続ける番組『Bergensbanen minutt for minutt』が公開された。
番組は乗務員や車掌、歴史学者、過去の社員、そして乗客にインタビュー、車外の風景や車内の内装の映像も含まれるが、基本的には先頭車両のカメラが写す進行方向の映像がメインであり、182のトンネルを通過する際は画面が真っ暗になるため、ベルゲン線の歴史にまつわるアーカイブ映像に切り替わる。この番組はDVD化されている。
この番組の平均視聴者数は約176,000人であり、この番組を放送中に1度でも見たノルウェーの視聴者数は約1,246,000人に上った。このスローテレビで好評を博したことに続いて、ノルウェー放送協会は2010年5月にフロム線を、2010年6月にはベルゲンのライトレールを同様の手法で撮影した。